# Университет Ниписсинга
Университет Ниписсинга (англ. Nipissing University)  — государственный университет, расположенный в Норт-Бее, Онтарио, Канада. Университет Ниписсинга известен предоставлением индивидуального опыта для студентов, наличие помогающих профессоров, небольшие классы, исследовательские возможности для студентов бакалавриата.

## История

### Северо-восточный университет (1960–1967)
Корни Университета Ниписсинга восходят к 1947 году, когда жители Норт-Бей сформировали комитет с целью создания университета в черте города. Комитет Северо-восточного университета 1958 года продолжил свою работу и в последующие годы. К 1960 году был основан Северо-восточный университет, и в течение короткого времени в 1960–1961 годах учреждение предлагало первый год университетские курсы по искусству, науке и торговле в помещениях, предоставленных местной католической средней школой для мальчиков. Однако заявка Северо-восточного университета в Министерство образования Онтарио на получение устава университета, присуждающего учёную степень, была отклонена 28 февраля 1961 года, и вскоре после этого занятия закончились.
К середине 1962 года Северо-Восточный университет арендовал новое помещение на Касселлс-стрит в Норт-Бей и организовал для профессоров Лаврентийского университета проведение там дополнительных вечерних занятий. Эта договорённость продолжалась до середины 1967 года.

### Колледж Ниписсинг (1967–1992)
Чтобы обеспечить своё финансирование в качестве учреждения университетского уровня, Северо-Восточный университет изменил своё название на Колледж Ниписсинг и подписал соглашение о присоединении к Лаврентийскому университету в 1967 году. Студенты, посещающие Колледж Ниписсинг в Норт-Бее, также официально были студентами Лаврентийского университета (со штаб-квартирой в Садбери, Онтарио, в 125 км), где Лаврентийский университет был учебным заведением, присуждающим учёную степень.
В 1972 году официально открылся Образовательный центр колледжа. Это здание, в котором до сих пор находится Университет Ниписсинга, было разделено между несколькими другими учебными заведениями, включая Канадорский колледж, школу медсестёр и педагогический колледж. В 1973 году Педагогический колледж Норт-Бея был включён в состав Колледжа Ниписсинг в качестве педагогического факультета.

### Ниписсингский университет (с 1992)
Университет Ниписсинга получил статус независимого университета в 1992 году, что позволило школе присуждать степени бакалавра. 12 декабря 2001 года правительство Онтарио приняло закон о пересмотре устава университета, чтобы разрешить ему присуждать учёные степени.
Управление Ниписсингским университетом построено по образцу провинциального Закона об университете Торонто 1906 года, который установил двухпалатную систему управления университетом, состоящую из сената (факультета), ответственного за академическую политику, и совета управляющих (граждан), осуществляющих исключительный контроль над финансовой политикой и имеет официальные полномочия во всех других вопросах. Президент, назначаемый советом, должен обеспечивать связь между двумя органами и осуществлять институциональное руководство.

## Академическая структура
В состав университета входят три факультета: факультет прикладных и профессиональных исследований; Факультет искусств и наук; и Педагогическая школа Шулиха; а также Школа последипломного образования. В университете Ниписсинга обучается около 5000 студентов бакалавриата, большинство из которых являются студентами дневного отделения, и 150 аспирантов (по состоянию на 2016 год). Кандидаты, поступающие из средней школы, должны иметь минимум 70% или 75%, если подают заявку на получение степени в области уголовного правосудия или параллельного образования, чтобы их можно было рассматривать для очного обучения. Процент выпускников в Университете Ниписсинга составляет 85,9%, что выше, чем в среднем по Онтарио, который составляет 77,3%.
Университет Ниписсинга предлагает более 30 областей обучения, многие из которых дают возможности для стажировок или экспериментального обучения. Некоторые партнёрские программы, такие как экологическая биология и технологии, криминология и уголовное правосудие (полицейское направление) и социальное обеспечение и социальное развитие, позволяют студентам получить как степень бакалавра, так и диплом колледжа Канадорского колледжа за четыре года. У Ниписсинга также есть совместная программа медсестёр с Канадорским колледжем, которая даёт студентам доступ к лабораториям моделирования медсестёр колледжа.
Педагогическая школа Шулиха, официально известная как педагогический факультет, была основана в 2010 году благодаря пожертвованию филантропа Сеймура Шулиха. Программы Педагогической школы им. Шулиха включают одновременное и последовательное получение степени бакалавра образования, а также степень бакалавра физического и санитарного просвещения.

### Программы бакалавриата
Университет Ниписсинга предлагает следующие степени бакалавра:
- Бакалавр искусств (BA) по специальностям: антропология, детские и семейные исследования, классические исследования, информатика, уголовное правосудие (с потоками в исправительных учреждениях, исследованиях уголовного правосудия, криминологии и полиции), экономика, исследования английского языка, экологическая география, гендерное равенство и социальная справедливость, география, история, гуманитарные науки, математика, исследования коренных народов, философия, политология, психология, религии и культуры, социальное обеспечение и социальное развитие и социология.
- Бакалавр делового администрирования (BBA)
- Бакалавр изящных искусств (BFA)
- Бакалавр медицинского и санитарного просвещения (BPHE)
- Бакалавр наук (BSc) со специализацией в: биологии, информатике, экологической биологии и технологии, экологической и физической географии, гуманитарных науках, математики и психологии
- Бакалавр наук в области сестринского дела (BScN)
- Бакалавр социальной работы (BSW)
- Бакалавр искусств (BA) или бакалавр наук (BSc) в сочетании со степенью бакалавра коммерции (Bcomm)
- Параллельный бакалавр искусств (BA) / бакалавр образования (BEd)
- Параллельный бакалавр делового администрирования (BBA) / бакалавр образования (BEd)
- Параллельный бакалавр физического и санитарного просвещения (BPHE) / бакалавр образования (BEd)
- Параллельный бакалавр наук (BSc) / бакалавр образования (BEd)

### Высшие и профессиональные программы
В Университете Ниписсинга предлагаются следующие программы для выпускников и профессиональные программы:
- Последовательный бакалавр образования
- Магистр искусств в области социологии
- Магистр образования
- Магистр наук об окружающей среде
- Магистр экологических исследований
- Магистр наук в области кинезиологии
- Магистр наук в области математики
- Доктор философии в области образования с упором на образовательную устойчивость

### Дополнительные сертификаты
Возможно получение следующих сертификатов:
- Прикладной анализ поведения — продолжительность жизни
- Билингвизм
- Цифровые гуманитарные науки
- Предпринимательские финансы
- Экологический менеджмент
- Финансовые услуги
- Специалист по продажам финансовых продуктов
- Управление лесными ресурсами и охрана
- Дизайн и разработка игр
- Геоматика
- Медицинские исследования и геронтология
- Управление человеческими ресурсами
- Бизнес-опыт iLEAD
- Неврология
- Мир и предотвращение насилия
- Оценка программ и прикладные исследования

### Совместные программы
Следующие совместные программы предлагаются Университетом Ниписсинга и Канадорским колледжем:
- Направление бакалавра гуманитарных наук в области криминологии и уголовного правосудия включает курсы в Университете Ниписсинг и колледже Канадор, что позволяет студентам одновременно получить диплом колледжа и университетскую степень.
- Студенты со степенью бакалавра гуманитарных наук с отличием по специальности «Социальное обеспечение и социальное развитие» также могут получить диплом колледжа социального работника в Канадорском колледже при получении университетской степени.
- Программа бакалавриата в области сестринского дела в партнерстве с Канадорским колледжем позволяет студентам получить доступ к моделирующим лабораториям колледжа.
- Программа экологических технологий и науки предлагает студентам как степень бакалавра наук в Ниписсинге, так и диплом специалиста по охране окружающей среды — защите и соблюдению требований в Канадоре.

## Студенческая жизнь

### Студенческий союз

Логотип студенческого союза Университета Ниписсинга

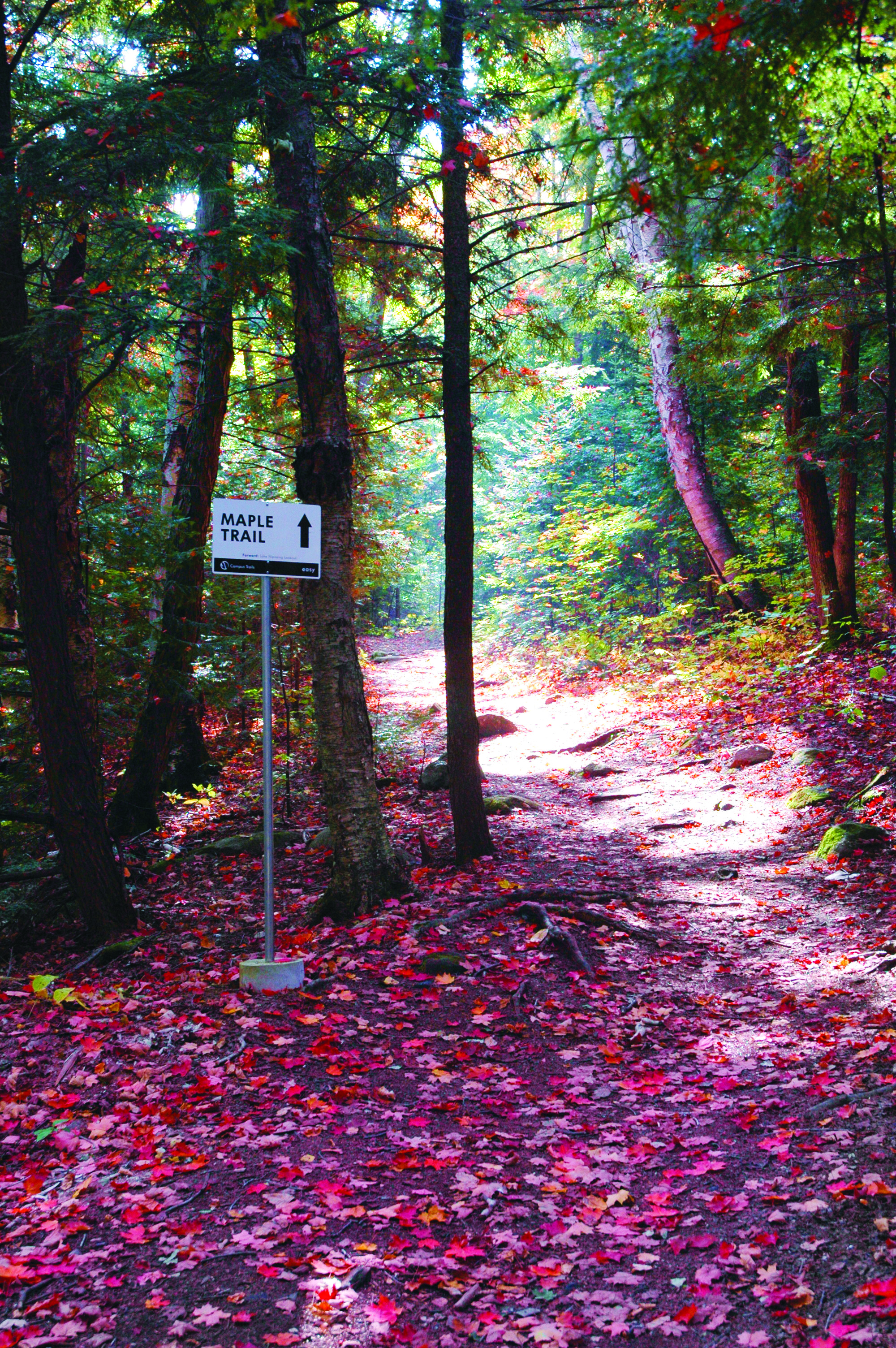
Университет Ниписсинга имеет более 20 км трасс различной сложности: от лёгкой до очень сложной.

Студенческий союз Университета Ниписсинга (NUSU) является официальным органом, представляющим точку зрения студентов в Ниписсинге. Все студенты, как дневные, так и заочные, входят в Студенческий союз и финансируют организацию за счёт своих расходов. NUSU занимается многими аспектами студенческой жизни в кампусе, включая академическое управление университетом и общественные мероприятия.
Студенты Университета Ниписсинга могут избирать представителей студенческого руководства. Эти роли включают в себя: президента, вице-президента по управлению и правовым вопросам, вице-президента по финансам, вице-президента по коммуникациям и вице-президента по услугам.
Руководители также входят в совет директоров NUSU, в который входят ещё 10 студенческих должностей.
Руководители NUSU входят в Совет управляющих и Академический сенат Ниписсингского университета. Ежегодно проводятся выборы на руководящие должности (оплачиваемые), должности Совета директоров НУГУ (волонтёры) и должности студенческого сенатора (волонтёры). NUSU является участником Канадской федерации студентов.

### Клубы и мероприятия
В университете Ниписсинга есть множество клубов и мероприятий. Клубы санкционированы NUSU и управляются студентами. Общие категории клуба включают академические науки, отдых, волонтёрство, текущие социальные темы и религию.
Университет Ниписсинга имеет более 20 км трасс. Эти тропы подходят для пеших прогулок в тёплое время года и для прогулок на снегоступах или беговых лыжах зимой. Достопримечательности включают Смотровую башню и водопад Дюшене.
Студенты в Ниписсинге также могут заниматься видами спорта в зале, такими как вышибалы, слоу-питч и фрисби. Занятия фитнесом, в том числе зумба, кикбоксинг и йога, проводятся в Студенческом центре лёгкой атлетики R.J. Surtees и варьируются в зависимости от семестра.

### Работа и обучение
Университет Ниписсинга имеет программу обучения работе (называемую NUWork), которая позволяет студентам с финансовыми потребностями работать неполный рабочий день в кампусе. Студенты задействованы в программе NUWork максимум десять часов в неделю и имеют гибкий график, чтобы приспособиться к расписанию занятий. Большинство этих рабочих мест открываются в сентябре и могут включать такие должности, как научные сотрудники, сотрудники спортивных сооружений или технические специалисты. Ожидается, что студенты изучат все возможные варианты финансирования, включая OSAP, прежде чем подавать заявку на участие в этой программе.

## Резиденции

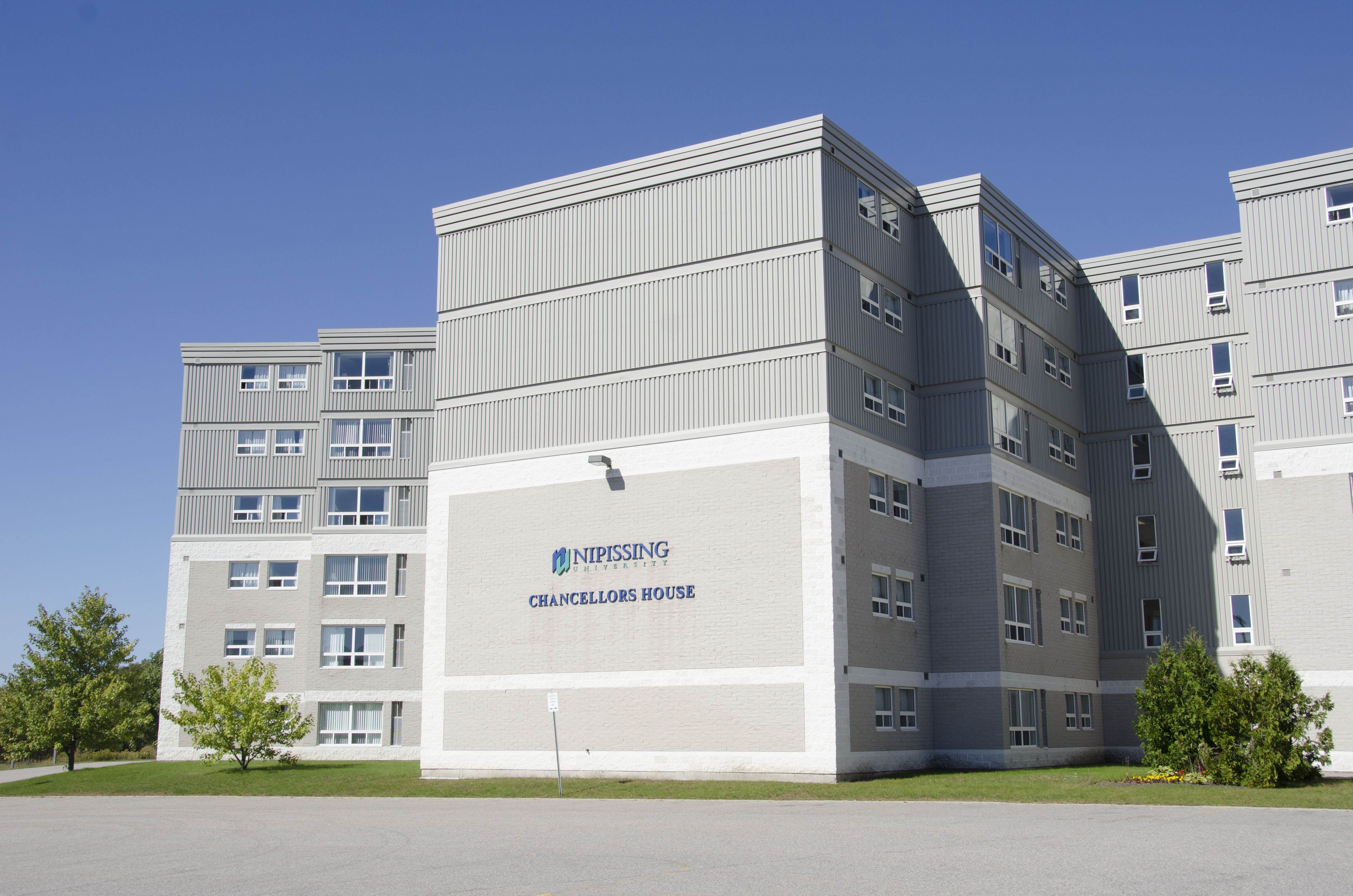
Дом канцлера, одно из жилых зданий Университета Ниписсинга в стиле люкс.

Университет Ниписсинга состоит из четырёх жилых комплексов: дом канцлера, дом основателей, дом губернатора и жилой комплекс таунхаусов. Канцлеры, основатели и губернатор — это резиденции в стиле люкс, в каждом номере по четыре студента. Первокурсникам, поступающим непосредственно из средней школы и поступающим на очную форму обучения, гарантируется одноместная комната в одной из этих резиденций в стиле люкс. Комплекс Townhouse Residence зарезервирован для студентов старших курсов (второго курса и старше). Таунхаусы имеют план этажа с шестью спальнями и представляют собой ступеньку между жизнью в стиле люкс и жизнью за пределами кампуса. Все люксы и таунхаусы имеют собственную полностью оборудованную кухню. В каждом жилом комплексе есть команда студенческого персонала общежития, включая донов общежития, академических донов, помощников офиса общежития, фасилитаторов совета жителей и руководителей совета жителей.

## Спорт
Университет представлен в лёгкой атлетике Университета Онтарио и канадском межуниверситетском спорте командой Nipissing Lakers. Цвета школы — зелёный и синий, а талисман — Луи Лейкер. Университет предлагает семь университетских видов спорта и пять клубных видов спорта. В них входят:
Университетский спорт:
- Баскетбол
- Бег по пересечённой местности
- Волейбол
- Футбол
- Гребля
- Хоккей на льду
- Северные дисциплины

Клубный спорт:
- Лякросс
- Рингетт
- Сквош
- Чирлидинг
- Танцы

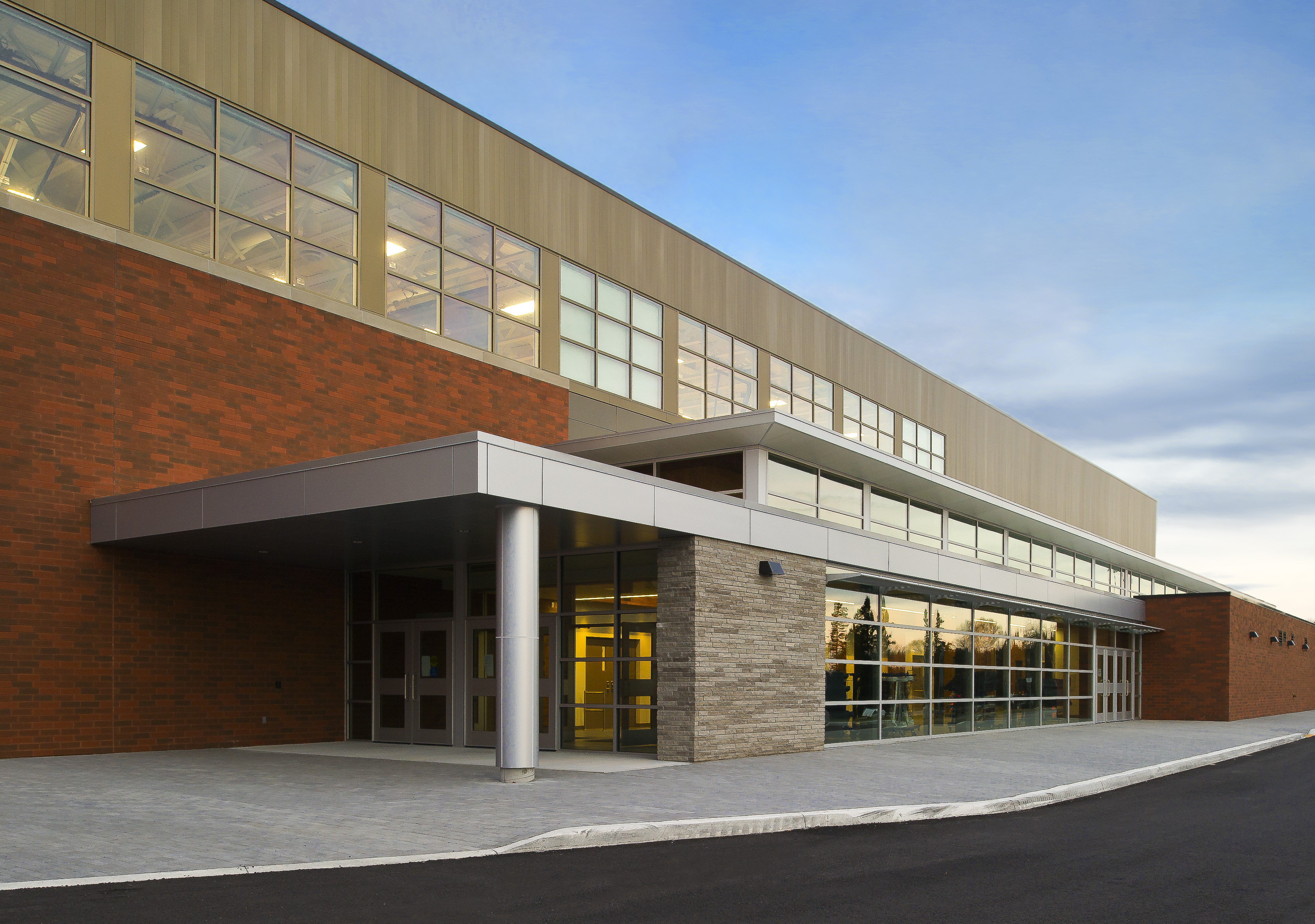
Спортивный центр Роберта Дж. Сёртиса официально открылся в 2001 году, но с годами неоднократно расширялся.

Nipissing Athletics расположен в Студенческом центре лёгкой атлетики Роберта Дж. Сёртиса, который с момента открытия в 2001 году неоднократно расширялся. Атлетический центр включает в себя три полноразмерных спортивных зала, два корта для сквоша, три фитнес-студии, тренажёрный зал и кардиотренажёрный зал. Главный спортзал, в котором проходят студенческие игры по волейболу и баскетболу, вмещает около 1200 человек. Футбольное поле и поле для фрисби-гольфа расположены за Спортивным центром. Главной особенностью Спортивного центра является Живая стена, гидропонная зелёная стена из растений, которая улучшает качество воздуха в помещении благодаря кислороду, который она производит. Студенты Ниписсинга также имеют доступ к тренажёрному залу, который используется совместно с Канадорским колледжем, который расположен в здании главного кампуса.

## Учебная библиотека Харриса

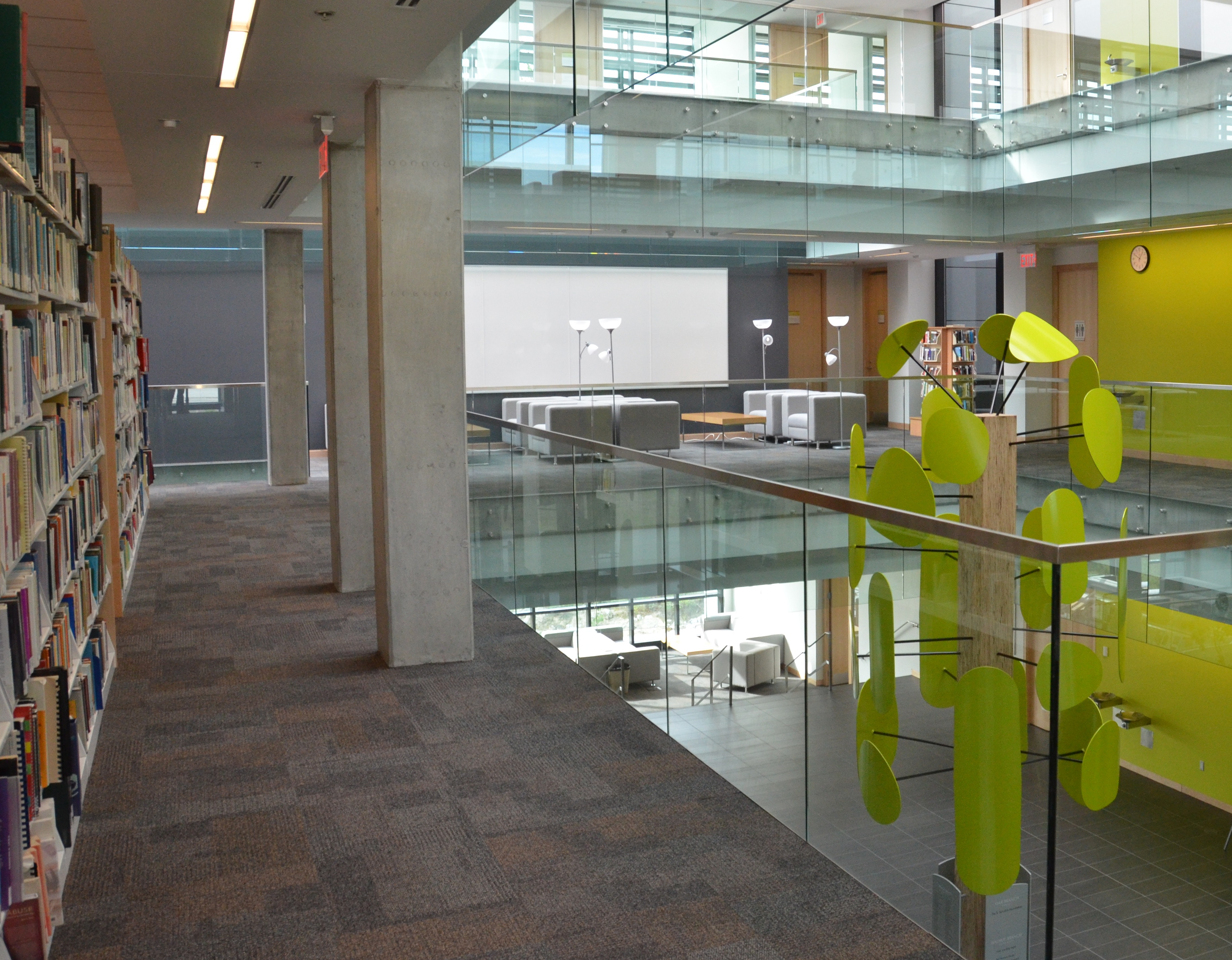
В 2012 году Giving Tree получило награду Design Edge Canada Award

Учебная библиотека Харриса Университета Ниписсинга, названная в честь бывшего премьер-министра Онтарио и выпускника Педагогического колледжа Норт-Бей Майка Харриса, открылась 20 июня 2011 года. В 2012 году Учебная библиотека Харриса получила награду Американской библиотечной ассоциации за дизайн интерьера. В следующем году библиотека была удостоена награды «Новое здание библиотеки» от Библиотечной ассоциации Онтарио за архитектурный дизайн. Giving Tree, двухэтажная скульптура из дерева и металла в форме дерева, получила награду Design Edge Canada Award в 2012 году. Скульптура стоит в фойе библиотеки и содержит имена благотворителей библиотеки.
Учебная библиотека Харриса, базирующаяся в кампусе North Bay, распространяется на Канадорский колледж, студентов, проживающих в кампусе Брантфорда в Ниписсинге, студентов, обучающихся онлайн/заочно, и членов сообщества. Учебная библиотека Харриса имеет разнообразную коллекцию информационных ресурсов и услуг, включая книги, DVD-диски, архивы, потоковое видео, электронные книги, онлайн-журналы и коллекцию образовательных ресурсов. Студенты имеют доступ к учебным помещениям, таким как комнаты для групповых занятий, тихие учебные помещения, ярко освещённый читальный зал Thomson, компьютерный класс и комнаты адаптивных технологий. Библиотека ежегодно принимает около 169 000 посетителей. 30 марта 2017 года библиотека отметила миллионного посетителя.

## Исследования
Исследовательская культура в Университете Ниписсинга быстро растёт, поскольку исследователи получают больше финансирования для своей работы. Студенты и сотрудники с помощью Управления исследовательских служб могут подать заявку на получение внутренних исследовательских грантов или внешних грантов от трёх основных агентств по предоставлению грантов: NSERC, SSHRC и CIHR. Университет Ниписсинга ежегодно получает более 350 000 долларов США из Фонда поддержки исследований, чтобы помочь управлять исследовательской деятельностью в школе. Исследовательские центры, центры и лаборатории Университета Ниписсинга включают:

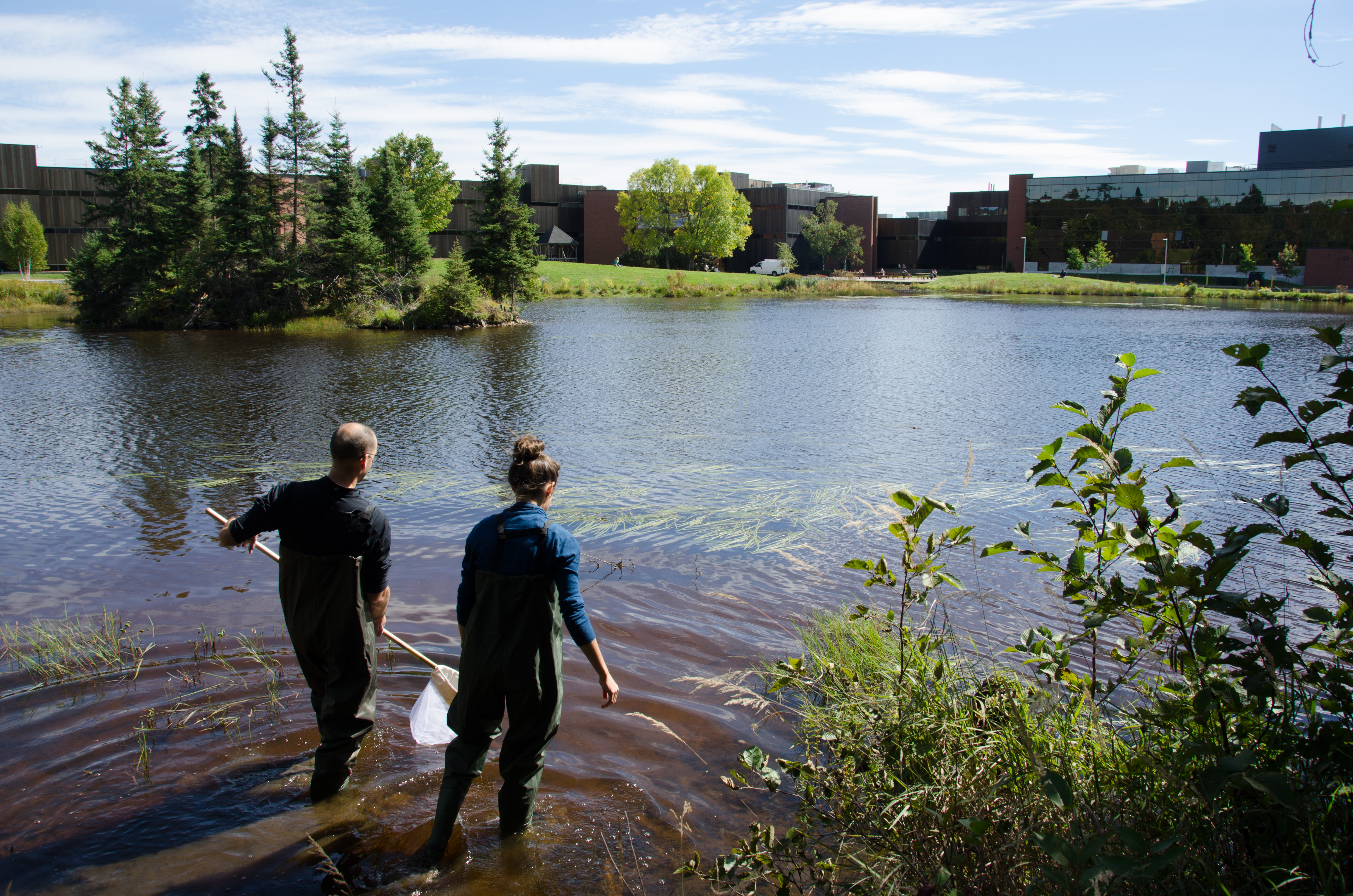
Пруд за Университетом Ниписсинга используется как естественная лаборатория.

- Центральный аналитический центр

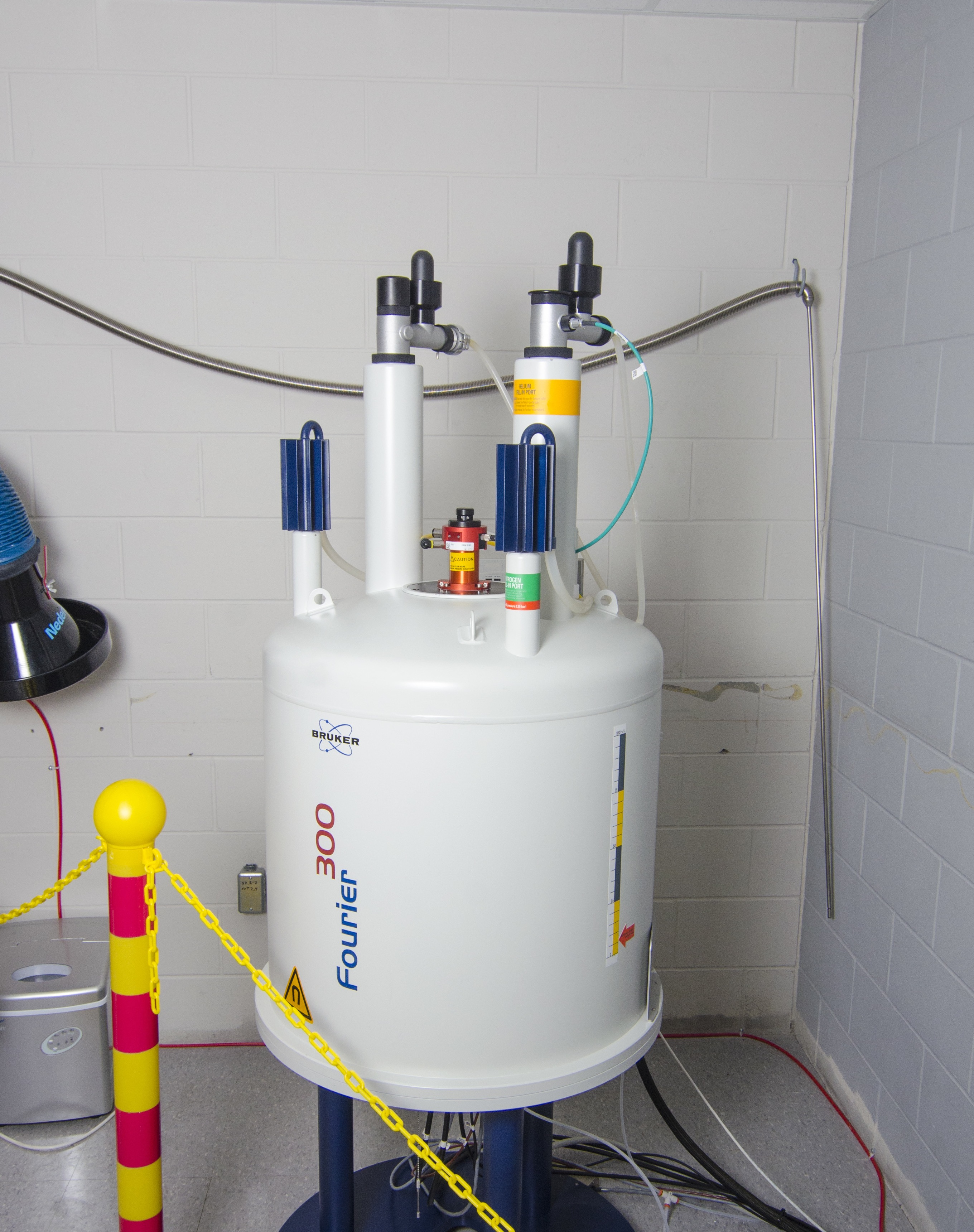
Спектрометр ядерного магнитного резонанса является аналитическим инструментом, используется для определения органических структур.

- Лаборатория аналитической и экологической химии
- Лаборатория биомеханики и эргономики
- Лаборатория совместных систем
- Центр грамотности — Элизабет Торн
- Лаборатория дрозофил — генетика и старение
- Лаборатория эволюции
- Лаборатория лесных ресурсов
- Лаборатория геоматики
- Интегративный исследовательский центр водоразделов
- Лаборатория социальной нейроэндокринологии
- Ниписсингская лаборатория наблюдения Земли
- Тепличный комплекс Ниписсингского университета
- Исследования Университета Ниписсинга в области неврологии
- Северо-канадский центр исследований в области образования и искусства
- Северный центр исследований старения и коммуникации
- Лаборатория исследований экологии растений
- Центр выращивания растений
- Лаборатория физики
- Лаборатория робототехники
- Лаборатория исследований саламандр и тритонов
- Лаборатория сенсорно-двигательного поведения

Университет Ниписсинга проводит ежегодную исследовательскую конференцию бакалавриата, на которую съезжаются студенты со всей провинции Онтарио. Студенты могут представить плакаты, статьи или художественные инсталляции. Приемлемые научные работы могут включать, но не ограничиваться: научные эксперименты, тематические исследования, интерпретацию литературы или проектирование и разработку моделей.

## Программы изучения коренных народов
Университет Ниписсинга имеет тесные связи с коренными народами этого района. Управление инициатив коренных народов стремится помочь всем студентам добиться успеха в университете, независимо от того, считают ли они себя представителями коренных народов или нет. Услуги включают в себя: Программирование успеха студентов и защиту интересов, Студенческую гостиную Enji Giigdoyang and Sacred Space, программу «Старейшина в резиденции», инициативы по наставничеству аборигенов Wiidooktaadwin, Ежегодный образовательный сбор аборигенной молодежи Debwendizon, Неделю коренных народов, Ежегодный приветственный Powwow и серию выступлений Enji Giigdoyang.

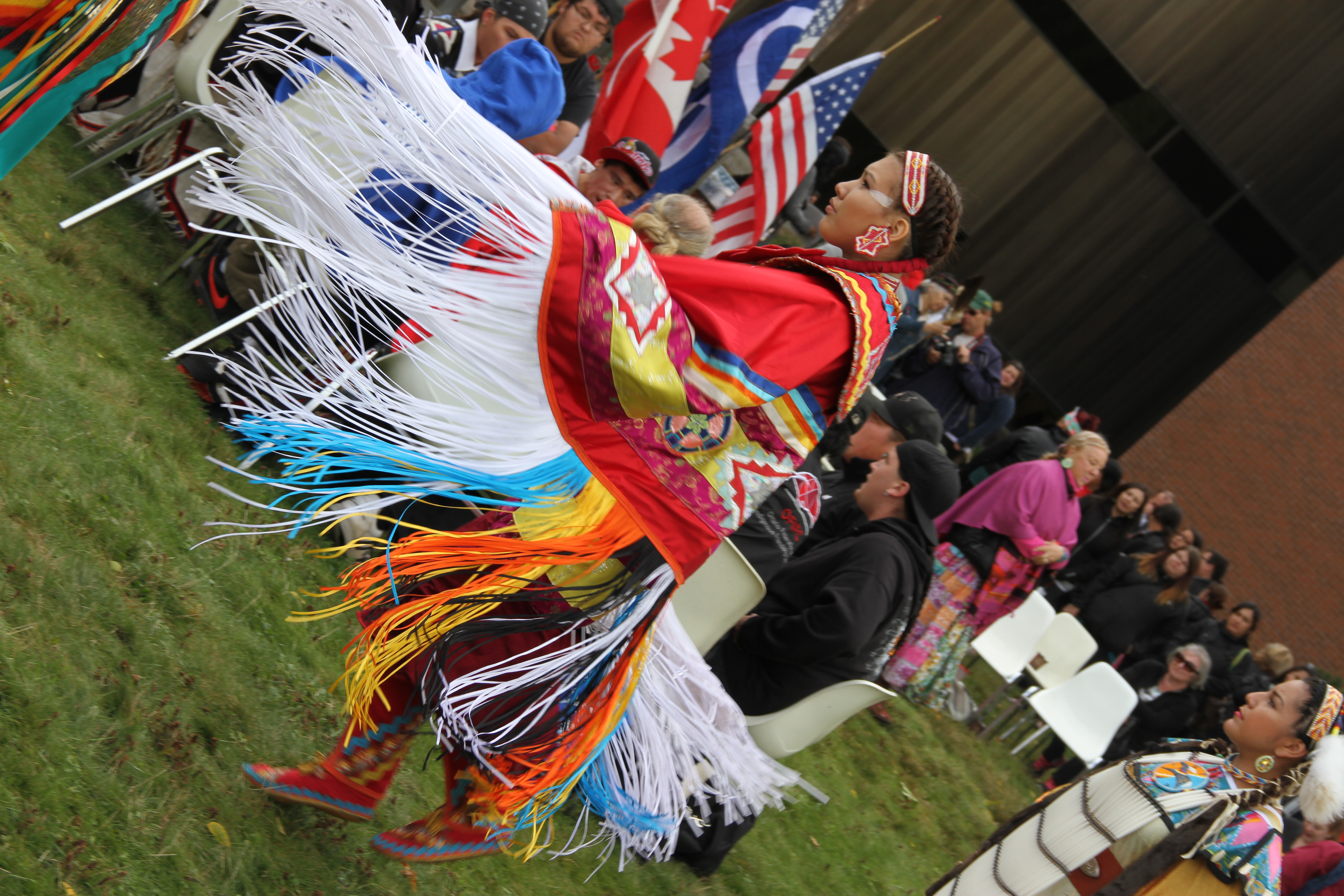
В начале каждого учебного года Управление инициатив коренных народов проводит приветственный Powwow.

Программа Aboriginal Advantage Program — это переходная программа для учащихся из числа коренных народов. Она предлагается первокурсникам, независимо от того, поступают ли они из средней школы, переводятся из колледжа или являются зрелыми учениками. Программа Aboriginal Advantage Program даёт этим студентам возможность почувствовать вкус университета, позволяя им зарабатывать до 24 университетских кредитов, получая при этом академическую и личную поддержку.
Инициатива по наставничеству среди аборигенов Peer 2 Peer Университета Ниписсинга направлена на то, чтобы связать старшеклассников из числа коренных народов, которые плохо знакомы с высшим образованием или тех, кто ищет дополнительные ресурсы и поддержку. Наставники оказывают академическую и культурную поддержку, отвечают на вопросы об услугах для студентов и посещают университетские и общественные мероприятия со сверстниками.

## Кампусы
В дополнение к основному кампусу Университета Ниписсинга в Норт-Бее, объекту, совместно используемому с Канадорским колледжем, у университета также есть один вспомогательный кампус в Южном Онтарио.

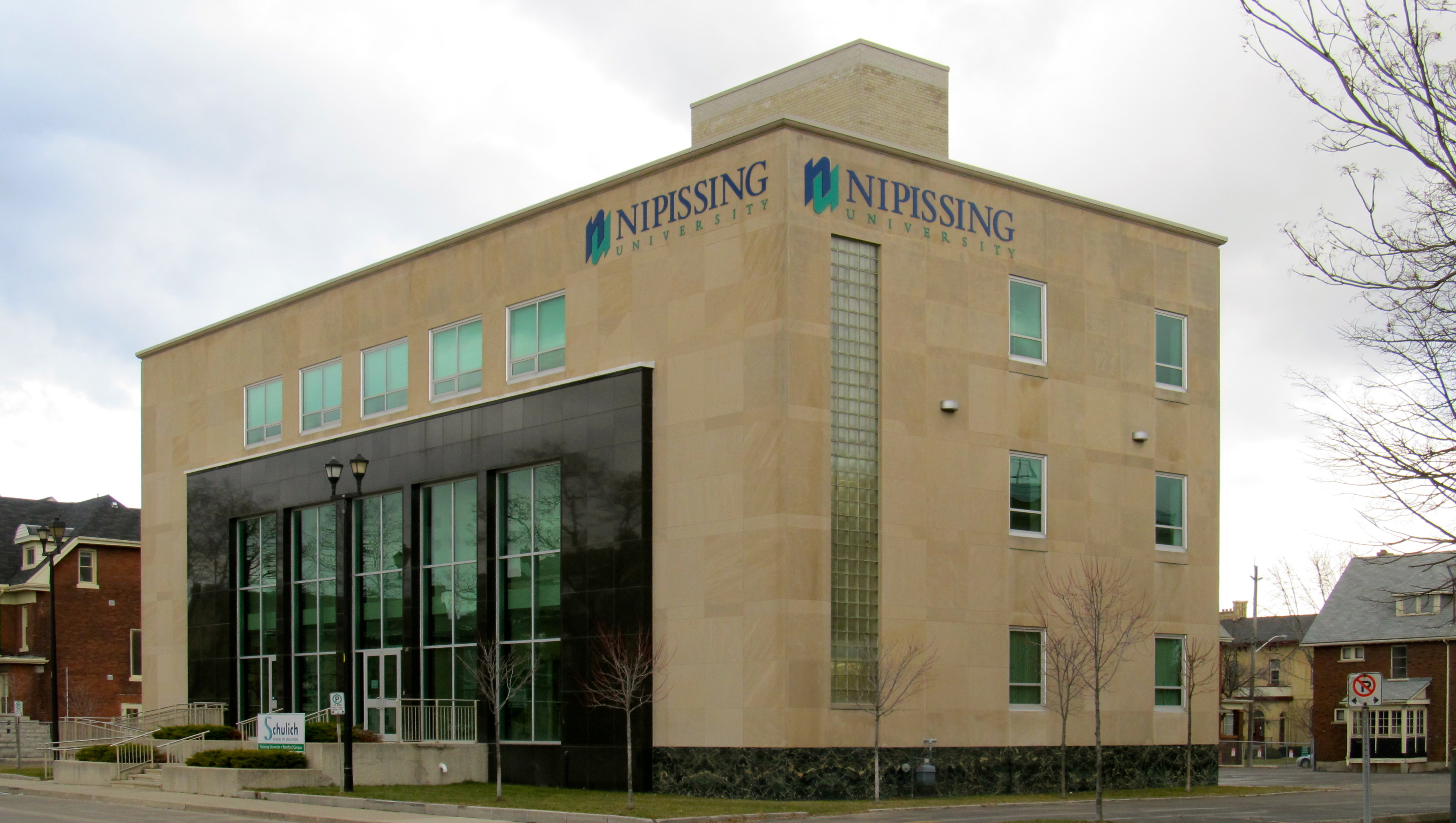
Кампус Брантфорда Университета Ниписсинга

### Кампус Брантфорда
Кампус Брантфорда — это вспомогательный кампус Университета Ниписсинга, предлагающий образовательные курсы для повышения квалификации и курсы магистратуры с частичной занятостью. 16 ноября 2014 года университет объявил, что прекращает сотрудничество с Университетом Уилфрида Лорье и сворачивает свою деятельность в Брантфорде в связи с изменениями в финансировании образовательных программ. По состоянию на 10 ноября 2015 года в этом кампусе обучалось 622 студента. Университет Ниписсинга больше не принимает студентов в кампусе Брантфорда, и партнерство официально прекратилось, как только последняя группа студентов завершила программу в 2019 году.